# Alexandre Roso
Alexandre Rubio Roso (São Leopoldo, 12 de novembro de 1964) é um médico gastroenterologista e político brasileiro. Exerceu o cargo de deputado federal pelo Rio Grande do Sul por um único mandato, de 2011 a 2015 e antes de ser deputado foi vice-prefeito de São Leopoldo entre 2005 e 2011.

## Primeiros anos, educação e carreira
É descendente de italianos, filho de Guerino Roso e Alexandrina Rubio.
É médico, formado em 1990, pela Universidade de Caxias do Sul. Começou a trabalhar em 1992, como cirurgião. Em 2009, foi confirmado que Alexandre irá a júri popular pela morte de Jurema Nunes da Silva, Ilse Maria Araújo, Sérgio Faria, Daniela Maria Kell e Inês Gina Bonatto, que morreram entre novembro de 2001 e junho de 2003, após terem sido submetidos a cirurgia de redução de estômago.

## Carreira política

### Vereador
Em 2000, Alexandre foi eleito vereador em São Leopoldo com 2.286 votos, 2,16% do total, sendo o mais votado, elegendo-se pelo PTB. O PTB não apoiou nenhum dos candidatos a prefeito.

### Vice-prefeito
Em 2004 foi eleito vice-prefeito pela coligação Frente Popular, encabeçada por Ary Vanazzi, do PT; a chapa teve 57.591 votos, 50,15% do total. Na época estava filiado ao PHS. Como vice-prefeito, nesses anos, Roso se empenhou para elaborar uma nova política para a saúde em São Leopoldo, voltada para a prevenção e promoção da saúde. Quando iniciou como vice-prefeito, unidades de saúde com médicos eram 15, quando saiu passou para 31.
Concorreu a reeleição em 2008 junto com Vanazzi, a chapa teve 89.158 votos, 77,40% dos votos, derrotando o candidato Moacir do PSDB. A chapa usou para se reeleger temas como segurança, a BR-116 e o Trensurb.
Deixou o cargo em 10 de janeiro de 2011.

## Deputado federal
Na eleição de 2010 concorreu a deputado federal pelo PSB, com o número 4020; pela coligação Unidade pelo Rio Grande (PR-PSB e PC do B). Declarou ter um patrimônio de R$ 738 mil. Roso foi eleito com 28.236 votos, sendo o candidato menos votado no Estado a ser eleito, Foi eleito graças às votações expressivas de Manuela d'Ávila (482.590 votos) e Beto Albuquerque (200.476 votos). Destes 28.236 votos, 17.857 vieram de São Leopoldo, 1.598 de Novo Hamburgo e 1.470 de Esteio.

### Comissões[21]
- Comissão de Trabalho, de Administração e Serviço Público
- Comissão de Seguridade Social e Família

## Ligações externa
- www.alexandreroso.com.br/
- Conheça os Deputados